# Skyttea buelliae
Skyttea buelliae is een korstmosparasiet behorend tot de familie Cordieritidaceae. Deze parasiet groeit op het vliegenstrontjesmos (Amandinea punctata).

## Kenmerken
De asci zijn 8-sporig en meten 25-42 x 6 micron. De ascosporen meten 4-7 x 2,5-3,5 micron.

## Verspreiding
Het is een Europese soort. In Nederland komt het zeer zeldzaam voor. Het staat niet op de rode lijst en is niet bedreigd.